# Daikles z Mesenii

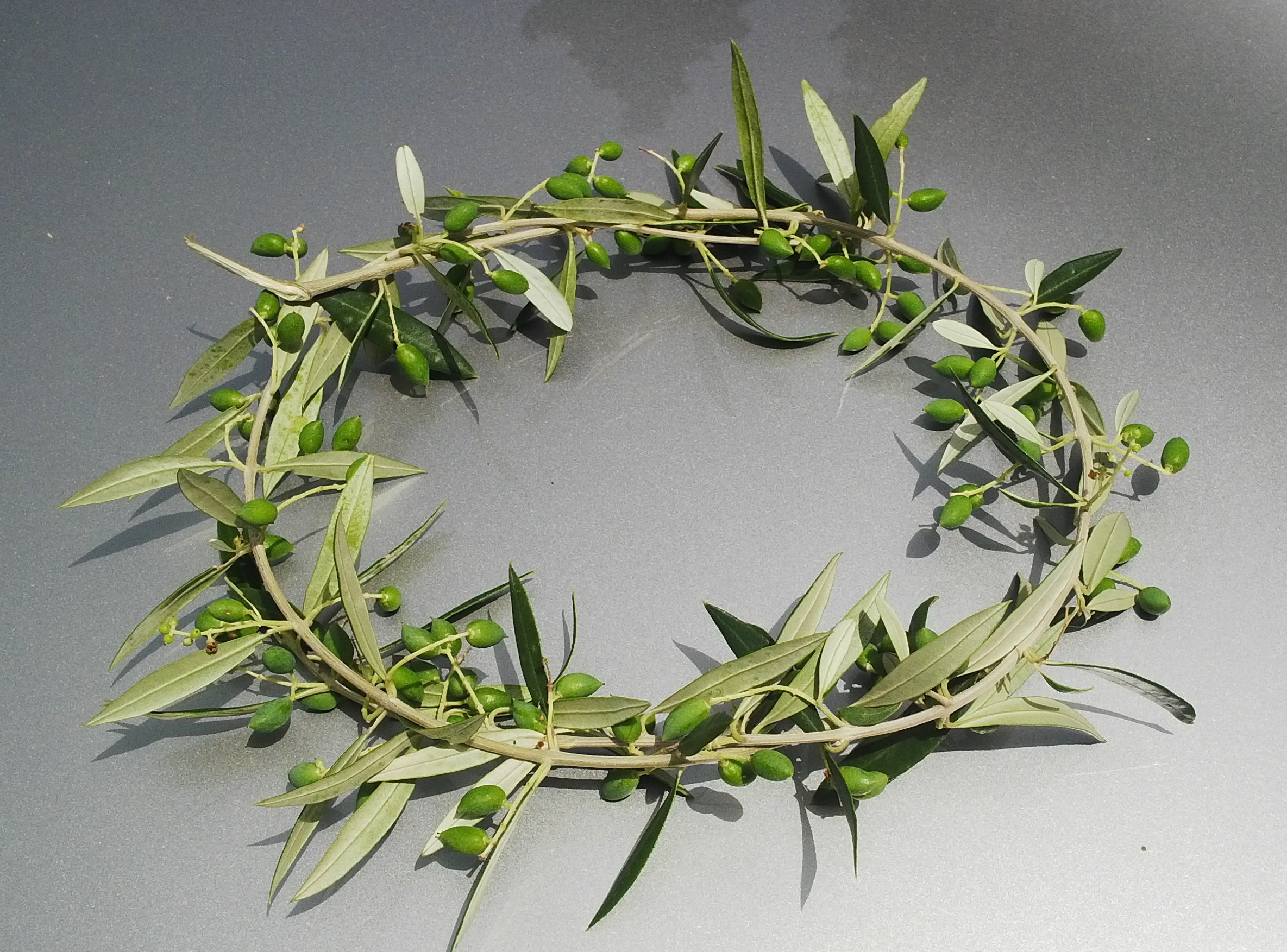
Wieniec oliwny

Daikles (gr. Δαικλῆς) – starożytny grecki biegacz pochodzący z Mesenii, zwycięzca w biegu na stadion na igrzyskach olimpijskich w 752 roku p.n.e. Według historyka Flegona z Tralles był pierwszym zawodnikiem, którego skronie uwieńczono wieńcem oliwnym.